# 26 thermidor
26 messidor 26 fructidor
Le sextidi 26 thermidor, officiellement dénommé jour du myrte, est le 326e jour de l'année du calendrier républicain.
C'était généralement le 13e jour du mois d'août dans le calendrier grégorien.